# Меркулова, Юлия Викторовна
Ю́лия Ви́кторовна Мерку́лова (род. 17 февраля 1984, Липецк) — российская волейболистка, член национальной сборной с 2005 года. Двукратная чемпионка мира (2006 и 2010). Центральная блокирующая. Заслуженный мастер спорта России. Одна из самых высоких волейболисток мира.

## Биография
Начала заниматься волейболом в Липецке. Первый тренер — Игорь Черепанов. В сезоне 1999/2000 выступала за липецкую «Магию»-2 (ныне «Индезит»-2) (под фамилией Расторгуева). Затем играла за команды: 2000—2009 и 2013—2015 — «Заречье-Одинцово» (Московская область), 2009—2010 — «Динамо» (Краснодар), 2010—2012 — «Динамо» (Москва), 2012—2013 — «Динамо» (Краснодар).
В составе «Заречья-Одинцово»:
- чемпионка России 2008
- двукратный серебряный призёр чемпионатов России (2006 и 2009)
- 5-кратный обладатель Кубка России (2002, 2003, 2004, 2006, 2007)
- финалист Лиги чемпионов 2008
- победитель Кубка вызова ЕКВ 2014

В составе краснодарского «Динамо»:
- бронзовый призёр чемпионата России 2010
- бронзовый призёр Кубка России 2012
- победитель Кубка вызова ЕКВ 2013

В составе московского «Динамо»:
- двукратный серебряный призёр чемпионатов России (2011 и 2012)
- обладатель Кубка России 2011.

С 2005 года Юлия Меркулова выступала за сборную России по волейболу. В её составе:
- двукратная чемпионка мира (2006 и 2010)
- серебряный призёр Гран-при 2006
- двукратный бронзовый призёр чемпионатов Европы (2005 и 2007)
- участница Олимпийских игр 2008 и 2012.

В конце 2006 года Юлии Меркуловой было присвоено звание заслуженный мастер спорта России.